# Clyde River, Nunavut
Clyde River (escrit en inuktitut: ᑲᖏᖅᑐᒑᐱᒃ, Inuktitut: Kanngiqtugaapik "boca entrada") és un llogaret inuit situat a la riba de la badia Patricia de l'illa de Baffin. Rau a la regió de Qikiqtaaluk, de Nunavut, Canadà. Es troba a les muntanyes de Baffin que al seu torn formen part de la serralada àrtica. La comunitat és abastida per via aèria i per transport marítim anualment.
A la comunitat es troba l'escola Quluaq, un estadi, una sala comunitària, una església anglicana (l'Església del Redemptor), un centre de salut, un hotel i l'aeroport de Clyde River amb vols regulars a Iqaluit i Pond Inlet.